# Případ SK1
Případ SK1 (v originále L'Affaire SK1) je francouzský hraný film z roku 2014, který režíroval Frédéric Tellier. Snímek měl světovou premiéru na filmovém festivalu v Angoulême  dne 24. srpna 2014.

## Děj
V Paříži v roce 1991 začíná mladý inspektor Franck Magne v justiční policii, v kriminální brigádě na adrese Quai des Orfèvres 36.
Franckův první případ je vražda mladé dívky. Studuje podobné případy, které předtím nikoho nenapadlo spojit. Brzy však narazí na mnoho překážek - nedostatek prostředků, dlouhá pracovní doba, byrokracie. Osm let se snaží pokračovat ve vyšetřování, ve které nikdo nevěří. Téměř deset let se oběti množí a stopy se zamlžují.
Franck poté spolupracuje se dvěma právníky. Nejprve Alexem Ursuletem, který kontaktuje svou kolegyni a bývalou manželku Frédérique Ponsovou, aby se společně mohli dopadnout vraha z východní Paříže.

## Obsazení
| Raphaël Personnaz       | Franck Magne                                    |
| Nathalie Baye           | Frédérique Pons, advokátka Guye Georgese        |
| William Nadylam         | Alex Ursulet, advokát Guye Georgese             |
| Adama Niane             | Guy Georges                                     |
| Olivier Gourmet         | Bougon                                          |
| Michel Vuillermoz       | Carbonnel                                       |
| Christa Theret          | Élisabeth Ortega                                |
| Thierry Neuvic          | Jensen                                          |
| Marianne Denicourt      | Martine Monteil, ředitelka kriminální brigády   |
| Chloé Stefani           | Corinne                                         |
| Olivier Balazuc         | Lemoine                                         |
| Alexia Barlier          | Solange Doumic, advokátka rodiny Escarfailových |
| Jérôme Gaspard          | policista zatýkající Guye Georgese              |
| Pascal Casanova         | soudce Gilbert Thiel                            |
| Jean-Philippe Puymartin | Jean-Pierre Escarfail, Pascalův otec            |
| François Caron          | předseda soudu Yves Jacob                       |
| Annie Mercier           | Jeanne Morin, adoptivní matka Guye Georgese     |
| Benjamin Lavernhe       | Frédéric Brunet                                 |
| Franck Adrien           | major Figaret                                   |
| Roger Cornillac         | bezdomovec                                      |
| Syrus Shahidi           | Marco                                           |

## Ocenění
- Cena Jacquese Deraye za francouzský kriminální film
- COLCOA: Cena za nejlepší debutový film
- Jacques Prévert Cena za scénář
- Festival Polar v Cognacu: nejlepší francouzsky mluvený celovečerní film
- César: nominace v kategoriích nejlepší debutový film (Frédéric Tellier) a nejlepší adaptace (David Oelhoffen a Frédéric Tellier)